# Benotto
Benotto is een historisch Italiaans merk van fietsen en motorfietsen.
De bedrijfsnaam was: Motocicli Benotto S.p.A, Milano.
Benotto maakte vooral naam met de productie van fietsen, maar in 1953 kwamen er ook twee bromfietsen op de markt: de Benotto Tavan met kettingaandrijving en de Benotto Master met rolaandrijving. In 1954 bracht men ook lichte motorfietsen op de markt: de 150cc-Dragon met drie versnellingen en de 100cc-Condor met twee versnellingen. Vanaf 1955 gebruikte men ILO-tweetaktmotoren voor de 50cc-Master en de Mastino, nu beiden met kettingaandrijving. Daarnaast bleef de Dragon in productie maar kwam er ook de nieuwe 125cc-Vultur en de 160cc-Centauro Gran Sport met vier versnellingen. In 1956 werden de modellen al iets vereenvoudigd: de bromfietsen hadden geen versnellingen in de "toer"-uitvoering, maar twee versnellingen in de "Sport"-uitvoering. In 1957 stopte Benotto met de productie van brom- en motorfietsen, die waarschijnlijk werd overgenomen door Itom in Turijn.